# 索尼特普縣

索尼特普縣在阿薩姆邦的位置

索尼特普縣是印度東北部阿薩姆邦的一個縣，面積5,324平方公里，海拔高度48米，2011年人口1,925,975，人口密度每平方公里362人。行政中心提斯浦尔。

## 外部連結
- District Administration website （页面存档备份，存于）